# Act Prohibiting Importation of Slaves
Act Prohibiting Importation of Slaves, in italiano Legge per la proibizione dell'importazione di schiavi del 1807 (2 Stat. 426, emanata il 2 marzo 1807) è una legge federale degli Stati Uniti che vietava l'importazione di schiavi nel paese. Entrò in vigore il 1 gennaio 1808, la data più antica consentita dalla Costituzione degli Stati Uniti di allora.
Questa legislazione fu promossa dal Presidente Thomas Jefferson, che ne richiese l'approvazione nel suo discorso sullo stato dell'Unione del 1806. Lui e altri avevano sostenuto l'idea fin dagli anni '70 del Settecento. Rifletteva la spinta generale verso l'abolizione della tratta internazionale degli schiavi, che la Virginia, seguita da tutti gli altri stati, aveva da allora vietato o limitato. La Carolina del Sud, tuttavia, aveva riaperto il suo commercio. Il Congresso aveva già iniziato a regolamentare la tratta con lo "Slave Trade Act" del 1794. La legge del 1794 pose fine alla legalità della partecipazione delle navi americane al commercio. La legge del 1807 non la modificò, ma rese l'importazione dall'estero, anche su navi straniere, un crimine federale.
La tratta interna degli schiavi all'interno degli Stati Uniti non fu influenzata dalla legge del 1807. Anzi, con l'interruzione dell'approvvigionamento legale di schiavi importati, il commercio interno aumentò di importanza. Inoltre, continuò un certo contrabbando di schiavi.